# Вильданов, Габдельахат Фазлыевич
Габдельахат Фазлыевич Вильданов (баш. Ғәбделәхәт Фазлый улы Вилданов; 6 февраля 1879, Таймеево, Уфимская губерния — 9 февраля 1954, Уфа) — башкирский этнограф, лингвист, фольклорист, литературовед.

## Биография
Вильданов Габдельахат Фазлыевич родился в деревне деревня Таймеево Златоустовского уезда Уфимской губернии (ныне Салаватский район Башкортостана).
В 1899 году закончил медресе Галекеево в Сеитовской слободе Оренбургской губернии.
В 1900—1909 гг. преподавал среди казахов Кубдинской волости Тургайской области. В 1912 году окончил Казанскую татарскую учительскую школу.
Преподавал в Галекеевском медресе и Мрясимовском башкирском училище Байкибашевской волости Бирского уезда Уфимской губернии.
В 1914—1917 гг. работал заведующим инородческой библиотекой села Верхние Киги. Являлся научным сотрудником, заведующим этнографическим отделом Уфимского историко-социального музея Народов Востока (ныне Национальный музей Республики Башкортостан).
В апреле 1917 года в качестве делегата участвовал в работе Уфимского губернского мусульманского съезда, а в мае того же года — Всероссийского съезда мусульман.
В 1919—1921 гг. был членом переводческой секции литературно-издательской комиссии при Уфимском губернском комитете РКП(б).
В 1921—1922 гг. являлся главным инспектором Американской администрации помощи (АРА) по Дуван-Кущинскому и Кудейскому кантонам Башкирской АССР.
В 1922—1923 гг. заведовал методическим отделом Академического центра в г. Уфе. В 1924 году основал и стал редактором научно-популярного журнала «Белем» («Знание»).
В 1924—1925 гг. работал преподавателем, завучем в школе II ступени г. Уфы, одновременно являлся учёным секретарём Общества по изучению Башкирии.
В 1925—1927 гг. — инструктор комиссии по реализации башкирского языка при СНК Башкирской АССР. В 1926 году был делегатом I Всесоюзного тюркологического съезда, проходившей в г. Баку с 24 февраля по 6 марта.
В 1927—1931 гг. заведовал Башкирским центральным краеведческим музеем. Участвовал в составлении учебников по башкирскому языку и книг для чтения. Является участником этнографических экспедиций, собирал устно-поэтические и литературные памятники башкирского народа. В 1936 году работал преподавателем в Юматовском зооветтехникуме.
В 1936 году был репрессирован как «башкирский националист». Реабилитирован в 1989 году.